# Реквием за една мръсница
„Реквием за една мръсница“ е български 2-сериен телевизионен игрален филм (криминален, драма) от 1976 година на режисьора Милен Гетов по сценарий на Богомил Райнов от едноименния му роман. Оператор е Христов Вълев. Музиката във филма е композирана от Иван Игнев. Художник на постановката е Недю Недев.

## Серии
- 1. серия – „Синята безпределност“ – 71 минути
- 2. серия – „Реквием за една мръсница“ – 60 минути [1].

И двете серии се излъчват също и като самостоятелни филми.

## Сюжет
Своеобразно продължение на филма „Един наивник на средна възраст“, в който разузнавачът Емил Боев разкрива резидента на чуждата агентура. Разузнавачът Емил Боев е по следите на група наркомани, за които има сведение, че са вербувани от чужда централа. Сред тях е синът на загиналия му другар – Боян. На това момче трябва да се помогне. Наркотик! Това е стимулът за тези млади хора, за които и предателството е средство за набавяне на желаната отрова. Боян е включен в плана за действие на българското контраразузнаване. Имат ли право служителите на реда да рискуват живота на това момче? В името на бъдещето те решават отговорът да бъде „да“. Обръчът около чуждата агентура се стеснява, но и съдбата на младите наркомани е решена – те трябва да бъдат ликвидирани като ненужни свидетели, получавайки последната доза наркотик, която е смъртоносна. Емил Боев и Боян се досещат за този вариант, но когато пристигат на една поляна на Витоша, за някои вече е късно. След Апостол – едно от момчетата – смъртоносната игла се забива в ръката на Лили – момичето, влюбено в Боян, „мръсницата“, която не намира сили да се пребори със себе си. Чуждият резидент е заловен. По същото време започва погребението на Лили. Край гроба почти няма хора. Дошли са Боев и Боян, за да положат цветя и изслушат „реквиема“. Двамата негласно си обещават да не допуснат някога това да се повтори.

## Актьорски състав
| Роля                                                      | Изпълнител                                |
| --------------------------------------------------------- | ----------------------------------------- |
| разузнавачът Емил Боев (в 2 серии: I, II)                 | Коста Цонев                               |
| Борислав (в 2 серии: I, II)                               | Петър Чернев                              |
| Маргарита (в 2 серии: I, II)                              | Росица Данаилова                          |
| Марго (в 2 серии: I, II)                                  | Доротея Тончева                           |
| Лиляна (Лили) Милева, готвачка в стола (в 2 серии: I, II) | Сашка Братанова                           |
| Боян Ангелов (в 2 серии: I, II)                           | Йосиф Сърчаджиев                          |
| Ани (в 2 серии: I, II) (в II серия като Пепа Цицелкова)   | Пенка Цицелкова                           |
| Апостол Велчев (в 2 серии: I, II)                         | Иван Налбантов                            |
| (в 2 серии: I, II)                                        | Красимира Дренска                         |
| (в 2 серии: I, II)                                        | Николай Атанасов                          |
| асистентът на Борислав (в 2 серии: I, II)                 | Добри Добрев                              |
| майор Драганов, следовател (в 1 серия: I)                 | Петър Вучков                              |
| (в 2 серии: I, II)                                        | Дамян Антонов                             |
| Дечев, шафнера в спалния вагон (в 2 серии: I, II)         | Джоко Росич                               |
| Чарли (в 1 серия: I)                                      | Явор Милушев                              |
| Ангелова (в 1 серия: I)                                   | Леда Тасева                               |
| (в 1 серия: I)                                            | Северина Тенева                           |
| (в 1 серия: I)                                            | Минка Сюлеймезова (като Минка Сюлемезова) |
| (в 1 серия: I)                                            | Красимир Ризов                            |
| крадецът Фантомас (в 1 серия: I)                          | Вельо Горанов                             |
| (в 1 серия: I)                                            | Атанас Найденов                           |
| Раев, бащата на Ани (в 1 серия: II)                       | Андрей Чапразов                           |
| Коко, таксиметровият шофьор (в 1 серия: II)               | Васил Михайлов                            |
| Касабова (в 2 серия: II)                                  | Антония Чолчева                           |
| Стария (в 2 серия: II)                                    | Владимир Русинов                          |
| Хенри Томас, резидент на ЦРУ (в 1 серия: II)              | Иван Андонов                              |
| (в 1 серия: II)                                           | Георги Ставрев                            |
| майката на Марго (не е посочена в надписите на сериите)   | Димитрина Савова                          |
| Адамс (не е посочен в надписите на сериите)               | Иван Джамбазов                            |